# PHM Racing
A PHM Racing é uma equipe alemã de automobilismo que compete atualmente na Fórmula Regional do Oriente Médio, na Fórmula 4 Italiana e na Fórmula 4 dos Emirados Árabes Unidos. Anteriormente, a PHM disputou os Campeonatos de Fórmula 2 e Fórmula 3 da FIA e na ADAC Fórmula 4. A equipe foi fundada por Paul H. Müller em 2021. Em maio de 2024, a AIX Investment Group adquiriu a propriedade das operações de Fórmula 2 e Fórmula 3 da PHM, transformado-as na equipe AIX Racing.

## História
Nascida das cinzas da Mücke Motorsport, que encerrou seu programa de monopostos no final de 2021, a PHM Racing foi fundada por Paul H. Müller com um esquadrão formado principalmente por ex-funcionários da Mücke e com o objetivo de ser uma organização sem fins lucrativos. A equipe deu seu primeiro passo para competir no Campeonato de Fórmula 4 dos Emirados Árabes Unidos em 2022, competindo com Nikita Bedrin, Jonas Ried e Taylor Barnard. Após uma campanha que rendeu a primeira vitória da equipe com Barnard e mais duas vitórias trazidas por Bedrin, o proprietário da equipe, Paul Müller, anunciou que entraria nas categoria italiana e alemã de Fórmula 4.
Em 28 de novembro de 2022, foi anunciado que a PHM Racing havia assumido os ativos da equipe Charouz Racing System na Fórmula 2 e na Fórmula 3. Porém, durante o ano de 2023, a PHM contou com o apoio da equipe tcheca e competiu sob o nome PHM Racing by Charouz. Com esta parceria sendo encerrada antes da rodada final da temporada de 2023 da Fórmula 2, realizada no final de novembro daquele ano.
Em janeiro de 2024, a PHM anunciou a empresa de serviços financeiros AIX Investment Group como o seu novo patrocinador título, mudando assim o nome da equipe para PHM AIX Racing. E, em maio de 2024, a AIX concluiu a aquisição das operações de Fórmula 2 e Fórmula 3 da PHM Racing, com elas sendo transformada na equipe AIX Racing.